# 富內線
富內線（日语：／ Tomiuchi sen */?）曾經是一條連結北海道勇拂郡鵡川町（現鵡川町、膽振支廳管內）的鵡川站至沙流郡日高町（日高支廳管內）的日高町站，屬於日本國有鐵道（國鐵）的鐵路線（地方交通線）。
起初有與根室本線金山站連結的計劃，但是1984年起施行國鐵再建法獲指定為第2次特定地方交通線，1986年11月1日全線廢除。

## 路線資料（廢除時）
- 日本國有鐵道
- 路段（營業距離）：鵡川－日高町 82.5公里
- 軌距：1067毫米
- 站數：15個（包括起點站）
- 全線單線
- 電氣化方式：全線非電氣化（日语：非電化）
- 閉塞方式：Tablet閉塞式
  - 可交會車站：4個（旭岡、穗別、富內、振內）
- 簡易委託站：春日、旭岡、榮、豐田、富內

## 运行形态
除部分列车以外，其它列车皆经由日高本線直通至苫小牧站。在废除前，全线共开行4对列车，包含行驶于苫小牧或鹉川 - 富内或振内的区间列车。

## 历史
为了开发沿线产出的铬矿、石炭和森林资源，北海道矿业铁道1922年建设了该线，并于1924年将社名改为北海道铁道（2代）。1943年，随着该公司在战时被国有化，该线成为国铁所属的富内线。
此时，由于沼之端 - 丰城区间和日高本線较为接近，因而被选为不要不急線休止（事实上废除），另外建设了丰城 - 鹉川站的新线，从而接入了日高本线。
在线路延伸至至富内后，虽然富内之后的工程仍然持续进行，但因战时的财政困难和富内 - 振内之间的日振隧道导致的工程困难（因蛇纹岩导致的膨胀性地质）建设延迟，富内 - 振内区间直到1958年才完工，而全線开通则要到1964年。
鹉川 - 富内是改正铁道敷设法别表第134号规定的预定线“膽振國鹉川至石狩國金山铁道及Penkeororotsupunai附近分歧至石狩國登川铁道”的一部分。该线原本预定连接至根室本線的金山站以及夕張線的登川站，但该线的后半部分的一部被改为红叶山 - 占冠 - 金山（红叶山线）走向，其中一部分作为石勝線（新夕張站 - 占冠站）开业。该线直到富内为止的区间都沿鹉川建设，之后沿北海道道610号占冠穗别线，在清風山號志站同石勝線，经仁仁宇抵达占冠。占冠至金山则有國道237號连接。而在最初的计划中，富内之后的区间将继续沿鹉川北上至占冠，最终抵达金山。
富内 - 日高町区间则是同法别表第142号之2规定的预定线“十勝國御影附近经日高國右左府至膽振國边富内铁道”的一部分，而剩余的区间则变更为新得 - 占冠 - 日高町（狩胜线）」，其中一部分作为石胜线（占冠站 - 上落合號志站）开业。而富内线在此区间则采用了自富内向南改变方向，在穿过隧道抵达幌毛志后，向东北方向前进，沿沙流川和国道237号到达日高町的走向。此外，如果继续沿国道237号前进，即会到达占冠。

### 年表
- 1922年（大正11年）7月24日 作为北海道矿业铁道金山线开通沼之端 - 生鳖（后来的旭冈）区间，新设Ninaruka站、上厚真站、上鹉川站、萠别站、生鳖站[4]。
- 1923年（大正12年）
  - 6月12日 生鳖 - 似湾（后来的栄）开通，新设芭吕泽站、似湾站[5]。
  - 11月11日 似湾 - 边富内（后来的富内）开通，新设杵臼站、穗别站、边富内站[6]、入鹿别站[7]を新設。
- 1924年（大正13年）
  - 3月3日 北海道矿业铁道社名变更为北海道铁道。
- 1931年（昭和6年）5月31日 废除木金似站。
- 1943年（昭和18年）
  - 8月1日 北海道铁道被收购并国有化。沼之端 - 富内 (66.0 km) 被制定为富内線[8]。上鹉川站改名为丰城站、萠别站改名为春日站、生鳖站改名为旭冈站、似湾站改名为荣站、杵臼站改名为丰田站、边富内站改名为富内站、上勇拂站改名为北松田站、Ninaruka站改名为静川站。废除芭吕泽站、深牛站。
  - 11月1日 鹉川 - 丰城 (3.6 km) 开通。沼之端 - 丰城 (24.1 km) 休止[9]（实质废除）。富内線所指区间改为鹉川 - 富内 (45.5 km) 。北松田站、静川站、上厚真站、入鹿别站休止。
- 1944年（昭和19年）2月25日 省营自动车千荣线（富内-千荣）开始货物运输营业[10]
- 1958年（昭和33年）11月15日 富内 - 振内 (12.9 km) 开通[11]，新设幌毛志站、振内站。
- 1964年（昭和39年）11月5日 振内 - 日高町 (24.1 km) 开通，新设仁世宇站、岩知志站、日高岩内站、日高三冈站、日高町站。
- 1982年（昭和57年）11月15日 全线 (82.5 km) 货物营业废除[12]。
- 1984年（昭和59年）6月22日 被指定为第2次特定地方交通线，批准废除。
- 1986年（昭和61年）11月1日 全线 (82.5 km) 废除[13]，转换至道南巴士[14]。

## 車站列表
- 所有車站都位於北海道。
- 車站、公司、所在地等的名稱以廢除時為準。
- 括弧書的站名是1943年8月收買時改稱的車站舊稱

| 中文站名       | 日文站名 | 英文站名 | 站間距離 | 營業距離 | 接續路線               | 所在地                     | 所在地 |
| -------------- | -------- | -------- | -------- | -------- | ---------------------- | -------------------------- | ------ |
| 鵡川           |          |          | -        | 0.0      | 日本國有鐵道：日高本線 | 勇拂郡鵡川町（現、鵡川町） |        |
| 豐城（上鵡川） |          |          | 3.6      | 3.6      |                        | 勇拂郡鵡川町（現、鵡川町） |        |
| 春日（萌別）   |          |          | 4.2      | 7.8      |                        | 勇拂郡鵡川町（現、鵡川町） |        |
| 芭呂澤         |          | /        | 5.3      | 13.1     |                        | 勇拂郡鵡川町（現、鵡川町） |        |
| 旭岡（生鼈）   |          |          | 2.7      | 15.8     |                        | 勇拂郡鵡川町（現、鵡川町） |        |
| 榮（似灣）     |          |          | 6.6      | 22.4     |                        | 勇拂郡穗別町（現、鵡川町） |        |
| 豐田（杵臼）   |          |          | 8.6      | 31.0     |                        | 勇拂郡穗別町（現、鵡川町） |        |
| 穗別           |          |          | 6.3      | 37.3     |                        | 勇拂郡穗別町（現、鵡川町） |        |
| （貨）深牛     |          | /        | 5.1      | 42.4     |                        | 勇拂郡穗別町（現、鵡川町） |        |
| 富內（邊富內） |          |          | 3.1      | 45.5     |                        | 勇拂郡穗別町（現、鵡川町） |        |
| 幌毛志         |          |          | 9.5      | 55.0     |                        | 沙流郡平取町               |        |
| 振內           |          |          | 3.4      | 58.4     |                        | 沙流郡平取町               |        |
| 仁世宇         |          |          | 2.8      | 61.2     |                        | 沙流郡平取町               |        |
| 岩知志         |          |          | 7.4      | 68.6     |                        | 沙流郡平取町               |        |
| 日高岩內       |          |          | 4.8      | 73.4     |                        | 沙流郡日高町               |        |
| 日高三岡       |          |          | 4.7      | 78.1     |                        | 沙流郡日高町               |        |
| 日高町         |          |          | 4.4      | 82.5     |                        | 沙流郡日高町               |        |

### 1943年廢除路段
| 中文站名         | 日文站名 | 站間距離 | 營業距離 | 接續路線                             | 所在地                         |
| ---------------- | -------- | -------- | -------- | ------------------------------------ | ------------------------------ |
| 沼之端           |          | -        | 0.0      | 國有鐵道線（當時）：室蘭本線、千歲線 | 勇拂郡苫小牧町（現、苫小牧市） |
| 北松田（上勇拂） |          | 4.8      | 4.8      |                                      | 勇拂郡苫小牧町（現、苫小牧市） |
| 靜川（Ninaruka） |          | 4.0      | 8.8      |                                      | 勇拂郡苫小牧町（現、苫小牧市） |
| 上厚真           |          | 4.9      | 13.7     |                                      | 勇拂郡厚真村（現、厚真町）     |
| 入鹿別           |          | 6.0      | 19.7     |                                      | 勇拂郡鵡川村（現、鵡川町）     |
| 豐城             |          | 4.4      | 24.1     |                                      | 勇拂郡鵡川村（現、鵡川町）     |

## 关联项目
- 早来站：北海道铁道金山线计划初期预定起点为早来站，而非沼之端站。